# DFB-Futsal-Cup 2013
Der DFB-Futsal-Cup 2013 war die achte Auflage des DFB-Futsal-Cups, der deutschen Meisterschaft im Futsal. Die Endrunde fand in der Zeit vom 16. März bis 6. April 2013 statt. Sieger wurden die Hamburg Panthers.

## Teilnehmer
Für den DFB-Futsal-Cup qualifizierten sich die Meister der fünf Regionalverbände des DFB. Dazu kamen drei Vizemeister.
| Platz | Nord               | West            | Südwest         | Süd            | Nordost                     |
| 1     | Team Yasar Hamburg | UFC Münster     | SpVgg Ingelheim | Nafi Stuttgart | VfL 05 Hohenstein-Ernstthal |
| 2     | Hamburg Panthers   | Bayer Uerdingen |                 |                | SD Croatia Berlin           |

## Spielplan

### Viertelfinale
Gespielt wurde am 16. März 2013.
|                   | Ergebnis |                             |
| ----------------- | -------- | --------------------------- |
| Bayer Uerdingen   | 9:6      | Team Yasar Hamburg          |
| UFC Münster       | 3:2      | VfL 05 Hohenstein-Ernstthal |
| SD Croatia Berlin | 8:5      | SpVgg Ingelheim             |
| Nafi Stuttgart    | 3:9      | Hamburg Panthers            |

### Halbfinale
Gespielt wurde am 23. März 2013.
|                  | Ergebnis |                   |
| ---------------- | -------- | ----------------- |
| UFC Münster      | 10:9     | SD Croatia Berlin |
| Hamburg Panthers | 5:4      | Bayer Uerdingen   |

### Finale
Gespielt wurde am 6. April 2013 in der Hamburger Sporthalle Wandsbek.
|                  | Ergebnis             |             |
| ---------------- | -------------------- | ----------- |
| Hamburg Panthers | 6:3 n. V. (2:1, 3:3) | UFC Münster |